# Albrecht Saathoff
Albrecht Saathoff (* 29. Mai 1875 in Backemoor; † 8. Oktober 1968 in Göttingen) war ein deutscher lutherischer Pastor und Lokalhistoriker.

## Leben und Wirken
Albrecht Saathoff stammte aus Ostfriesland. Er studierte Evangelische Theologie an den Universitäten Erlangen, Berlin und Göttingen. Dort wurde er auch 1896 Mitglied des Göttinger Wingolf.
Von 1904 bis 1910 war er zunächst Hilfsgeistlicher und dann bis 1946 Pastor auf der zweiten Pfarrstelle der St.-Albani-Kirche in Göttingen. Neben seiner jahrzehntelangen Tätigkeit als Pastor, Seelsorger und Militärpfarrer erforschte er die Stadtgeschichte von Göttingen und veröffentlichte seine Erkenntnisse in mehreren Schriften.
Saathoff war verheiratet mit der ebenfalls aus Ostfriesland stammenden Luise Reimers (1876–1962) und hatte zwei Kinder.

## Haltung zum Nationalsozialismus und Auszeichnungen
Albrecht Saathoff war nach 1933 „maßgeblich an der Bewusstseinsbildung zugunsten der NS-Herrschaft beteiligt gewesen“, verherrlichte Adolf Hitler sowie den Zweiten Weltkrieg und verbreitete den Antisemitismus. 1940 schrieb er als Herausgeber des Göttinger Gemeindeblattes: „Dankbar blicken wir auf die Kämpfe im Westen, besonders auf den Seekrieg und die Luftkämpfe“; an anderer Stelle sprach er vom „hasserfüllten Weltjudentum“. Nach Recherchen von Hartwig Hohnsbein beteiligte sich Saathoff daran, den jüdisch-stämmigen Göttinger Gemeindepastor Bruno Benfey aus seinem Amt zu drängen.
Gleichwohl wurde Albrecht Saathoff in der Nachkriegszeit in Anerkennung seiner Verdienste auf dem Gebiet der Erforschung der Stadtgeschichte mehrfach geehrt: 1954 erhielt er das Bundesverdienstkreuz am Bande, 1960 die Ehrenmedaille der Stadt Göttingen und 1978 wurde er posthum mit einem Platz in der Göttinger Südstadt geehrt, der den Namen „Saathoffplatz“ trug. Wegen seiner antisemitischen und den Nationalsozialismus verherrlichenden Haltung wurde der Platz – nach einer kontroversen Diskussion – 2005 in Ingeborg-Nahnsen-Platz umbenannt.

## Werke (Auswahl)

### Als Autor
- Glaube und Vaterland. Vaterländische Predigten und Ansprachen, Göttingen 1914
- Der Heiland. Jesus und seine Botschaft nach den Evangelien, Göttingen 1915
- Kriegsweihnacht 1916. Eine Weihnachtsgabe für unser Heer, Göttingen 1916
- Luthers Glaube nach seinen eigenen Zeugnissen ausgewählt, Tübingen 1917
- Die Welt des Glaubens. Leitgedanken für den Konfirmandenunterricht, Göttingen 1922 (5. Aufl.)
- Aus Göttingens Kirchengeschichte. Festschrift zur 400jährigen Gedächtnisfeier der Reformation am 21. Oktober 1929, Göttingen 1929
- Göttinger Kriegsgedenkbuch 1914–1918, Göttingen 1935
- Geschichte der Universitätsstadt Göttingen bis zur Gründung der Universität. Vandenhoeck & Ruprecht, Göttingen 1937.[12]
- Geschichte der Universitätsstadt Göttingen seit der Gründung der Universität. Vandenhoeck & Ruprecht, Göttingen 1940[13]
- Das Buch der Glaubenszeugen, Detmold 1951
- Göttingens Friedhöfe – die Stätte seiner großen Toten, Göttingen 1954
- Bilder aus Ostfrieslands Geschichte, Leer 1962

### Als Herausgeber
- Perlen der Bibel, Göttingen 21912
- Aus Luthers Coburg-Briefen, Berlin 1930

## Sonstiges
Der Nachlass von Albrecht Saathoff befindet sich als Depositum im Stadtarchiv Göttingen.